# Illa d'Ascó
L'Illa d’Ascó és un dels espais del complex de zones humides de les Illes de l’Ebre. Se situa al sud d’aquesta població, ben a la vora del nucli urbà i en el marge dret de l’Ebre. Ocupa 2,3 hectàrees de superfície. És una illa de petites dimensions que allotja un tamarigar de Tamarix canariensis i Tamarix africana ben estructurat, obert i lluminós. També hi ha peus aïllats d'àlber (Populus alba) i salze blanc (Salix alba).
La proximitat a Ascó i els problemes que això genera (caça furtiva, sobrefreqüentació humana, etc.); limita l'interès natural de l’illa, especialment com a punt de nidificació d’ocells. El conjunt de les illes fluvials de l’Ebre representen un rosari de biòtops pont que faciliten el desplaçament de multitud d’ocells de zones humides, des dels aiguamolls litorals - majoritàriament el Delta de l'Ebre-, vers l’interior de la península Ibèrica.